# (20633) 1999 TU93
1999 تي يو 93 (ويعرف أيضًا باسم (20633) 1999 تي يو 93 وفق تسمية الكوكب الصغير) (بالإنجليزية: 1999 TU93)‏ هو كويكب ضمن حزام الكويكبات؛ وترتيبه 20633 من حيث الاكتشاف.
اكتُشف هذا الجُرم الفلكي بواسطة بحث لنكولن عن الكويكبات القريبة من الأرض في 2 أكتوبر 1999.

## وصلات خارجية
- (20633) 1999 TU93 في قاعدة بيانات مختبر الدفع النفاث لأجرام النظام الشمسي الصغيرة

- الاكتشاف · مخطط المدار ·  العناصر المدارية · المعلمات المادية

- (20633) 1999 TU93 على موقع ويكي سكاي: DSS2, SDSS, GALEX, IRAS, Hydrogen α, X-Ray, Astrophoto, Sky Map, Articles and images